# Anna Lee Walters
Anna Lee Walters (nascuda en 1946) és una escriptora guardonada Pawnee/Otoe-Missouria d'Oklahoma.

## Carrera
Walters treballa al Diné College d'Arizona, on dirigeix la premsa de la facultat. Viu a Tsaile (Arizona) amb el seu marit Harry Walters, antic Director del Museu al Diné College.
La seva primera novel·la, Ghost Singer (1994) és un misteri de dos nivells: un relaciona el suïcidi d'investigadors de la Smithsonian Institution, que s'atribueix als fantasmes relacionats amb els artefactes indis; l'altre és el que de com els indis americans entenen la seva posició en relació amb la seva ascendència i cultura. En girar el gènere al seu cap, Walters "resol" el segon misteri.
La seva col·lecció de contes The Sun Is Not Merciful, va guanyar l'American Book Award de la Before Columbus Foundation el 1985 